# Instytut Audytorów Wewnętrznych
Instytut Audytorów Wewnętrznych (ang. The Institute of Internal Auditors) – międzynarodowa organizacja zrzeszająca audytorów wewnętrznych. 

## Charakterystyka
Skupia na świecie ponad sto tysięcy osób zrzeszonych w blisko 200 oddziałach narodowych i organizacjach afiliowanych. Organizacja została założona w 1941. Prowadzi działania w zakresie tworzenia i promowania standardów, upowszechniania dobrych praktyk zawodowych oraz szkoleń i certyfikacji. Siedzibą jest Altamonte Springs w Stanach Zjednoczonych.
W Polsce IIA jest reprezentowany przez Instytut Audytorów Wewnętrznych IIA Polska.

## Certyfikaty
- Certified Internal Auditor (CIA)
- Certified Government Auditing Professional (CGAP)
- Certified Financial Services Auditor (CFSA)
- Certification in Control Self-Assessment (CCSA)
- Certification in Risk Management Assurance (CRMA)